# Alberto Torresagasti
Alberto Silvestre Torresagasti (Puerto Tirol, 8 de septiembre de 1922
- 20 de octubre de 1997) fue un político argentino.
Activo militante del Partido Justicialista y reconocida figura política a nivel provincial, Torresagasti desempeñó diferentes cargos en la administración pública, siendo dos veces vicegobernador de la provincia y entre otros cargos, diputado provincial en representación de su partido. Tuvo una destacada labor en el grupo de políticos, que afiliados a diferentes ideologías fundaron la llamada Multipartidaria durante la época de la dictadura cívico-militar argentina (1976-1983), siendo uno de sus más destacados activistas en favor del retorno de la democracia.

## Biografía
Alberto Silvestre Torresagasti nació en la localidad de Puerto Tirol, a 12 km de la ciudad de Resistencia (Chaco). De joven abrazó la profesión docente, llegando a ser director de la escuela.
En 1943, con el nacimiento del Partido Justicialista a nivel nacional, y de la provincia del Chaco, Torresagasti fue uno de los primeros militantes del partido en la novel provincia, siendo uno de los fundadores del Distrito Chaco del Partido Peronista.
En 1946 fue elegido intendente de Puerto Tirol, hasta 1953.
Hombre de larga trayectoria política y hasta el día de hoy, muy respetado por sus partidarios y rivales,[cita requerida] desempeñó durante su carrera, diferentes puestos en la administración pública.
En junio de 1953, al asumir la gobernación del Chaco la fórmula Gallardo-Bittel tras la provincialización, Torresagasti fue designado comisionado municipal de Resistencia con solo 31 años.
Trece años después, en 1966, asumió la conducción del Partido Justicialista en su Puerto Tirol natal; para proyectar una carrera política que lo instaló dos veces en la vicegobernación del Chaco, nueve veces en la presidencia de la Cámara de Diputados y también fue titular del peronismo provincial por un período.
Sus cargos más importantes fueron sin lugar a dudas la Vicegobernación del Chaco y sus períodos como diputado provincial. Como vicegobernador, estuvo al lado de otros dos grandes íconos del Partido Justicialista del Chaco: Deolindo Felipe Bittel (1922-1927) y Florencio Tenev (1939-1999).
Siendo vicegobernador de Florencio Tenev, al viajar este a Buenos Aires, quedó a cargo del Ejecutivo.
En un momento llamó a un funcionario y le solicitó la renuncia.
El aludido le respondió que solamente le presentaría la renuncia al gobernador, y solo si Tenev se lo solicitaba.
Callado, sin decir nada, Torresagasti hizo publicar un decreto en el que decía: «El vicegobernador de la provincia, en el ejercicio del Poder Ejecutivo, acepta la renuncia solicitada a [el funcionario]», y terminó con la cuestión.
Después de este episodio, sus allegados decían: «Si el Toto te quiere echar, te enterás por el Boletín oficial».
Presidió durante 38 años el Club Atlético Independiente Tirol.
Todas las semanas se reunía con sus hermanos Adolfo, Juan Carlos y Santiago en su casona de la calle Saavedra ―a metros de la avenida Sarmiento― donde «se hablaba de todo, menos de política».

Yo tengo una manera de ser. No me gusta el palco, y tampoco hablar en público; soy consciente de que no tengo voz de orador. Es más, le cuento una cosa: nunca pronuncié un discurso en un acto oficial o partidario.
Toto Torresagasti en un reportaje del periodista César Hermosilla Spaak,
en octubre de 1990

Con el gobernador Deolindo Felipe Bittel tuvo la mala suerte de sufrir el peor golpe de Estado vivido por la República Argentina en el año 1976, mientras que con Florencio Tenev tuvo la dicha de ser uno de los abanderados de la vuelta de la democracia al país en 1983. Precisamente, durante la dictadura cívico-militar, Torresagasti fue una de las figuras más importantes de la denominada Multipartidaria, oponiendo presión al régimen inconstitucionalmente instaurado.
También tuvo una importante actuación desde su banca en la Cámara de Diputados de la Provincia del Chaco, donde siempre bregó por el bienestar social de los más pobres, a quienes siempre ayudaba y por quienes siempre luchaba.
Deolindo Bittel falleció el 22 de septiembre de 1997, y un mes después, el 20 de octubre de 1997, falleció el Toto Torresagasti.